# 남명 조식 생가지
남명 조식 생가지(南冥 曺植 生家址)는 대한민국 경상남도 합천군 삼가면 외토리에 있는, 조선 중기 학자 남명 조식(1501∼1572) 선생이 태어난 곳이다. 1995년 5월 2일 경상남도의 기념물 제148호 남명조식선생 생가지로 지정되었다가, 2018년 12월 20일 현재의 명칭으로 변경되었다.

## 개요
조선 중기 학자 남명 조식(1501∼1572) 선생이 태어난 곳이다.
조식은 경상좌도의 대학자 이황과 같은 시대에 살면서 경상우도를 대표하는 유학자로 그와 쌍벽을 이루었다. 저서로 『남명학기유편』, 『남명집』 등이 있으며 특히 의(義)와 경(敬)을 존중하고 아는 것을 실천하는 선비정신을 강조하였다.
조식이 죽은 20년 뒤인 선조 25년(1592) 임진왜란 때에는 제자들인 정인홍·곽재우 등 10여명이 의병을 모아 선생의 가르침을 몸소 실천하였다고 한다.

## 같이 보기
- 조식

## 참고 문헌
- 남명조식 생가지 - 국가유산청 국가유산포털